# Twee afgesneden zonnebloemen
Twee afgesneden zonnebloemen is een schilderij van de Nederlandse postimpressionistische kunstschilder Vincent van Gogh, geschilderd te Parijs in augustus-september 1887, olieverf op doek, 43,2 × 61 centimeter groot. Het werk bevindt zich in de collectie van het Metropolitan Museum of Art in New York.

## Context
Bij de zonnebloemen van Van Gogh, wordt doorgaans gedacht aan de gevaasde bloemen die hij in 1888-1889 te Arles schilderde. Tijdens zijn Parijse periode, daaraan voorafgaand, maakte hij echter ook al vier werken naar dit thema, steeds van losse bloemen, waarbij de kronen bijna het hele doek vullen. De werken markeren een belangrijke fase in de ontwikkeling van Van Gogh, waarbij hij met name experimenteerde met felle lichte en complementaire kleuren. Twee afgesneden zonnebloemen is een van de eerste werken waarin het expressieve kleurgebruik uit zijn latere periode zich ten volle aandient.

## Afbeelding
Twee afgesneden zonnebloemen is een intiem stilleven, geschilderd met veel gevoel voor compositie en een voor Van Gogh bijzondere aandacht voor detail. Elk blaadje is minutieus uitgewerkt en ook lijnen in het hart van de bloem zijn uiterst nauwgezet en realistisch weergegeven. Bijzonder is ook het complementaire kleurgebruik, waarbij hij oranje-gele bloemen tegen een diepblauwe achtergrond plaatst. Het op zich koele contrast geeft merkwaardigerwijs een warme uitstraling en levendige indruk. Tegelijkertijd verleent het naast elkaar zetten van de twee kleuren diepte aan het werk.

## Invloeden
In Twee afgesneden zonnebloemen zien we niet alleen de invloed van de kleurtheorieën van Eugène Delacroix en van de impressionisten, die het palet van de negentiende-eeuwse schilderkunst aanzienlijk lichter hadden gemaakt. Daarnaast is de invloed van de Japanse prentkunst herkenbaar, onder andere in het gebruik van zwarttinten in de uitermate grillig weergegeven blaadjes en in de donkere lijnen die de schilder met de penseelpunt in het hart van de bloem heeft getrokken. Ook in de compositie, die uitgaat van een verdeling in grote vlakken, is de invloed van de Japanse prentkunst te herkennen.
Twee afgesneden zonnebloemen toont hiermee aan hoe Van Gogh in zijn Parijse periode een veelheid aan invloeden absorbeerde en deze naar eigen inzicht vertaalde naar een geheel eigen stijl, die tot volle wasdom kwam in zijn periode te Arles.

## Andere Parijse zonnebloemversies, 1887

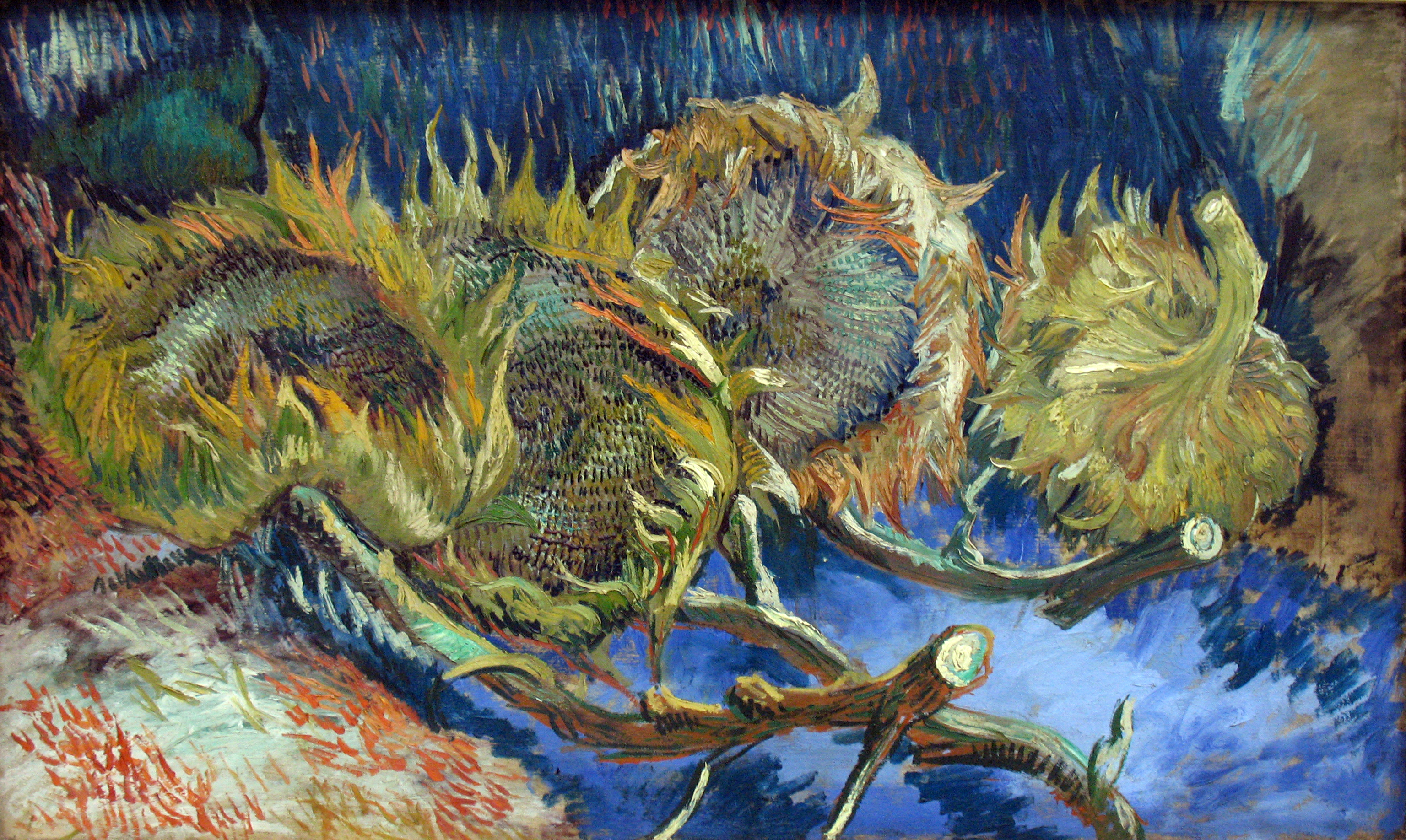
Vier uitgebloeide zonnebloemen, Kröller-Müller Museum, 60 × 100 cm.
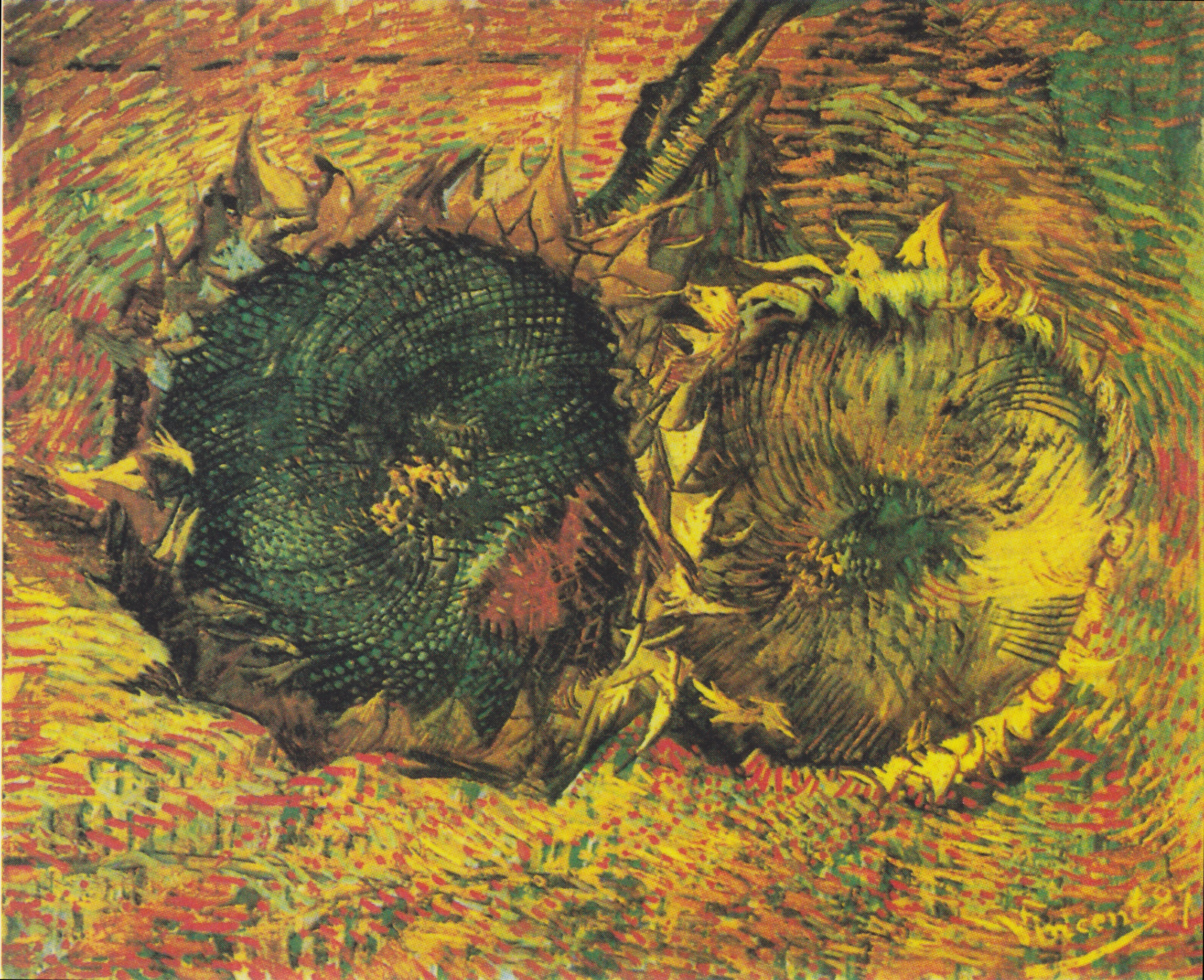
Twee afgesneden zonnebloemen, Kunstmuseum Bern, 50 × 60 cm.
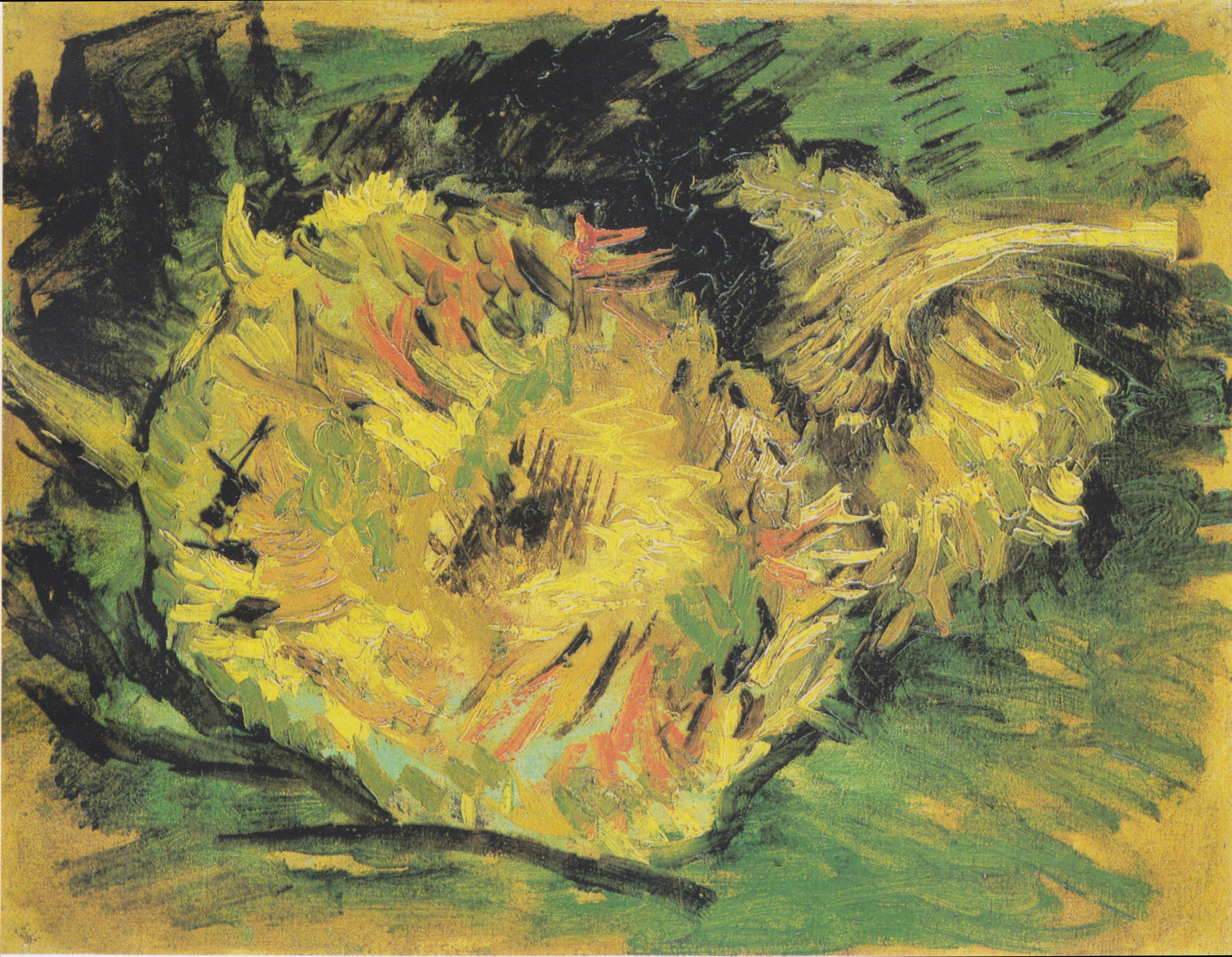
Twee afgesneden zonnebloemen, Van Gogh Museum, 21 × 27 cm.